# Jessica Learmonth
Jessica Learmonth (Leeds, 18 de abril de 1988) es una deportista británica que compite en triatlón.
Participó en los Juegos Olímpicos de Tokio 2020, obteniendo una medalla de oro en la prueba de relevo mixto.
Ganó una medalla de plata en el Campeonato Mundial de Triatlón de 2019, una medalla de bronce en el Campeonato Mundial por Relevos Mixtos de 2020 y dos medallas en el Campeonato Europeo de Triatlón, oro en 2017 y plata en 2018. Además, obtuvo una medalla de plata en el Campeonato Europeo de Triatlón de Velocidad de 2016.
En 2022 fue nombrada miembro de la Orden del Imperio Británico (MBE).

## Palmarés internacional
| Juegos Olímpicos                      | Juegos Olímpicos      | Juegos Olímpicos  | Juegos Olímpicos |
| Año                                   | Lugar                 | Medalla           | Prueba           |
| ------------------------------------- | --------------------- | ----------------- | ---------------- |
| 2020                                  | Tokio (Japón)         | Medalla de oro    | Relevo mixto     |
| Campeonato Mundial                    |                       |                   |                  |
| Año                                   | Lugar                 | Medalla           | Prueba           |
| 2019                                  | Lausana (Suiza)       | Medalla de plata  | Individual       |
| Campeonato Mundial por Relevos Mixtos |                       |                   |                  |
| Año                                   | Lugar                 | Medalla           | Prueba           |
| 2020                                  | Hamburgo (Alemania)   | Medalla de bronce | Relevo mixto     |
| Campeonato Europeo                    |                       |                   |                  |
| Año                                   | Lugar                 | Medalla           | Prueba           |
| 2017                                  | Kitzbühel (Austria)   | Medalla de oro    | Individual       |
| 2018                                  | Glasgow (Reino Unido) | Medalla de plata  | Individual       |

| Campeonato Europeo | Campeonato Europeo    | Campeonato Europeo | Campeonato Europeo |
| Año                | Lugar                 | Medalla            | Prueba             |
| ------------------ | --------------------- | ------------------ | ------------------ |
| 2016               | Châteauroux (Francia) | Medalla de plata   | Individual         |